# Německá literatura
Německá literatura je (v užším smyslu) označení pro literaturu vzniklou na území dnešního Německa. Později vznikla i rakouská a švýcarská literatura. Veškerá německy psaná literatura se označuje jako německojazyčná literatura (= německá literatura v širším smyslu).

## Germánské písemné doklady, tzv. předkřesťanská literatura
Nejstarší německé literární památky řadíme do 8. století, i když jsou dochovány jen v pozdějších opisech. Šlo o hrdinské písně, zaříkávadla apod. Z této doby máme zprávy pouze z latinských pramenů a pozdějších přepisů eposů. Patrně kolem roku 750 vzniklo nejstarší známé dílo z germánského jazykového prostoru – Merseburská zaříkadla (Merseburger Zaubersprüche) (dochována až v rukopisu z 10. století). Nejstarší dochovanou ukázkou německého jazyka je latinsko-německý slovník (synonymář) Abrogans, který vznikl kolem roku 760.

## Misionářská literatura (do roku 900)
Německá literatura se začala rozvíjet s příchodem křesťanství, v této tzv. karolínské epoše (zhruba 800–900) začali germánské kmeny přijímat křesťanství a tím i antickou vzdělanost. Šiřiteli této vzdělanosti byli kněží, tím se samozřejmě centry vzdělání staly kláštery. Cílem takto přišlých misionářů bylo seznámit germány s křesťanskou naukou, tento cíl se projevil na napsání prvních děl, ve kterých se projevuje nejen přijímání křesťanství, ale i zbytky starého myšlení, zvyků a názorů, které byly v tehdejší společnosti stále velmi silné a nebylo možno je ihned odstranit. Tyto památky jsou zpravidla psány ve starohornoněmeckém jazyce, nejednalo se o ucelený a jednotný jazyk, ale o několik dialektů. V této době vzniklo poměrně značné množství děl, pomocí nichž si lze udělat obrázek i o dřívějších germánských zvyklostech.

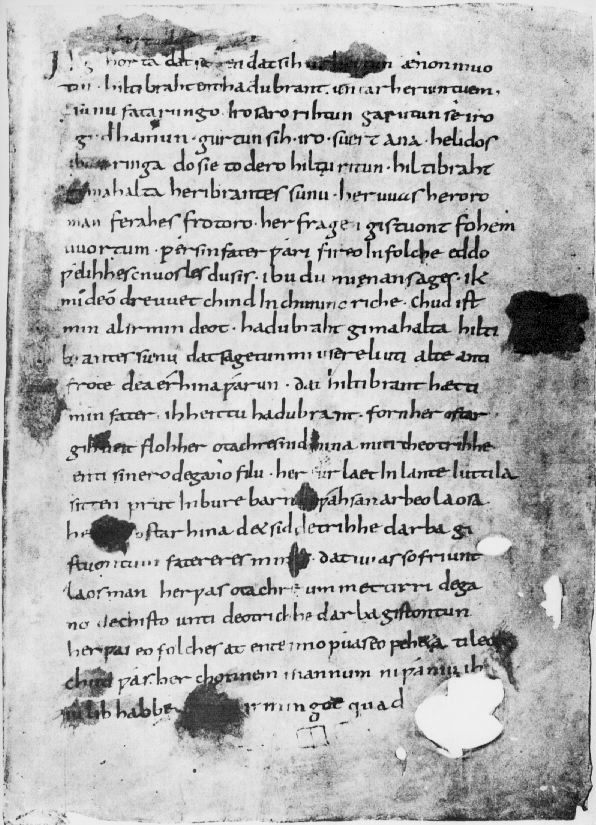
Písně o Hildebrandovi

- Píseň o Hildebrandovi, německy Hildebrandslied zapsána někdy kolem roku 810 (pravděpodobně po 802, ale před 816) mnichy z kláštera, tento zlomek tematicky patří do předchozího období, kam někdy bývá řazen, ale jazykově patří do tohoto období. Jedná se o dílo, které v lidové formě existovalo pravděpodobně výrazně dříve.

- Wessobrunnská modlitba, německy Wessobrunner Gebet, napsáno ve wessobrunnském klášteře roku 814, nyní je v Mnichově. Dílo začíná několika aliteračními verši o stvoření světa, po nichž je modlitba zapsaná prozaickou formou.
- Starosaská Genesis

tři evangelijní harmonie (všechny z 9. století)
- Starohornoněmecký Tatian (Althochdeutscher Tatian) – vznikl za redakce Rabana Maura ve Fuldě kolem roku 830. Nejstarší německá evangelijní harmonie.
- starosaský Heliand – sepsán cca v letech 830-850 ve Fuldě[1] neznámým autorem, psán starou saštinou (altsächsich) (Heliand znamená starosasky Spasitel (novoněmecky Heiland))
- starohornoněmecký, přesněji starojihorýnofrancký Evangelienbuch Otfrieda z Weißenburgu (nejstarší německý básník, jehož jméno známe; studoval ve Fuldě u Hrabana Maura a jeho evangelijní harmonie je metrickým přepracováním Maurova Tatiana[2]) – vznikl kolem roku 865, psán ve starém franckém nářečí. Poprvé v německé poezie je zde použit koncový rým (Endreim) místo tzv. Stabreimu[3]

Tyto evangelijní harmonie jsou psány jazykem dnešnímu čtenáři naprosto nesrozumitelným. Krátké ukázky z Helianda a Otfridovy Evangelienbuch v moderní němčině jsou k dispozici v čítance GLOSIKOVÁ, Viera, JIČÍNSKÁ, Veronika. Anthologie der deutschen Dichtung (Bd. I). Praha: Univerzita Karlova – Pedagogická fakulta, 2007. (s. 16–20), ukázky a překlady do moderní němčiny (a někdy i češtiny) všech tří staroněmeckých evangelijních harmonií jsou k dispozici také v dnes již hůře dostupné knize SIEBENSCHEIN, Hugo, ZATOČIL, Leopold. Stručné dějiny německé literatury do roku 1250 : s ukázkami originálů a jejich překlady. Praha: SPN, 1958. (s. 43–52, 63-70). Všechny tři skladby jsou psány v tzv. Langzeilen (Langzeile se skládá ze dvou čtyřstopých veršů, tzv. Kurzzeilen, které bývají v moderních edicích psávány na jednom řádku a odděleny mezerou.) Jejich rýmem byl tzv. Stabreim – rým na přízvučných slabikách.
- Píseň o Ludvíkovi, německy Ludwigslied, sepsána v letech 881–882, jedná se o oslavu vítězství Ludvíka III. nad Normany v bitvě u Saucortu (881)

## Otonská doba (900–1050)
V tomto období byla německá literatura vytlačena literaturou latinskou, která se stala zcela dominantní. Přesto tematicky tato literatura souvisela s předchozím obdobím.
- Waltharius manu fortis, pravděpodobně někdy v 2. pol. 9. století, nebo počátkem 10. století hrdinský epos
- Ecbasis captivi, kolem r. 1050 jedná se o zvířecí epos

## Německá literatura v letech 1050–1300

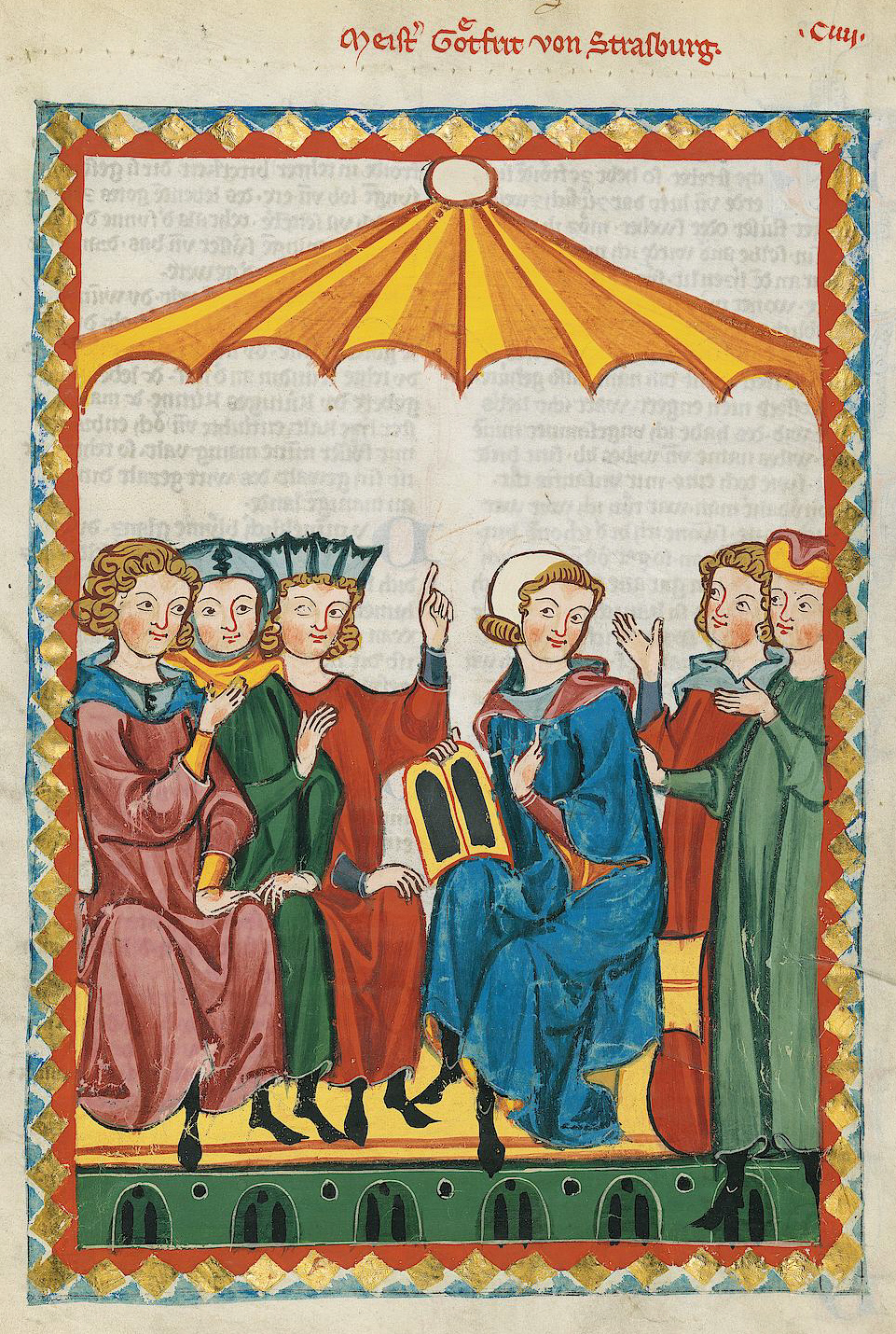
Gottfried von Straßburg

Mezi lety 1025–1050 se německá literatura vrátila k němčině (středohornoněmecký jazyk). Počátek tohoto období ovlivnila tzv. clunyjská reforma. Náboženská literatura se soustředila na mystiku, pokání a působila odtažitě (Heinrich von Melk), světská literatura se soustředila především na světská témata (Ezzova píseň, Kronika o císařích). Takto vzniklá díla byla ovlivněna především francouzskými vzory, které do německé literatury pomalu přinášely rytířskou tematiku, čímž se německá literatura začala měnit. Tak vznikla Alexandreida, ale i řada eposů např. Král Rother či Píseň o Rolandovi – kolem 1170.
Po roce 1170 se literatura pomalu měnila do podoby rytířské literatury. Za první dílo tohoto typu v německé literatuře bývá tradičně považována Aeneis, kterou napsal Heinrich von Veldecke. Tzv. dvorský epos byl nadále rozvíjen Hartmannem von Aue, jenž je mj. autorem artušovských románů Erec a Iwein. Za vrcholné období tohoto žánru v německé literatuře je považován počátek 13. století, kdy tvořili Wolfram von Eschenbach a Gottfried von Straßburg. Jejich díla - Parsifal (mezi 1200 a 1210) a Tristan a Isolda (zhruba 1210) - jsou vrcholem tohoto žánru vůbec. Tato díla měla značný vliv na okolní méně rozvinuté literatury (např. na ranou českou literaturu). Neméně významným dílem této doby je hrdinský epos Píseň o Nibelunzích (přibližně 1200).
Koncem 12. stol. se v Německu objevil minnesang, tj. milostná poezie vycházející z principů rytířské literatury. V této poezii vynikli především Walther von der Vogelweide a Reinmar von Hagenau.
Koncem 13. století se již objevují náznaky vzniku nových myšlenkových proudů, které pozvolna pronikaly i do literatury. Příkladem může být epos Meier Helbrecht, jehož autorem je Wernher der Gartenaere.

## Německá literatura pozdního středověku 1300–1490
Koncem 13. století a především počátkem 14. století se kultura rytířů a vůbec dvorská kultura dostaly do krize způsobené ekonomickými a politickými vlivy, na tento jev samozřejmě reagovala i literatura. Tím jak ekonomickou iniciativu částečně přebíralo měšťanstvo začali jejich názory pronikat i do literatury. Tím byl jednotný rytířský ideál postupně nahrazován názorovou a vzorovou roztříštěností. S tímto přechodem do německy psané literatury pronikali nové dialekty německého jazyka, které vytlačovaly do té doby téměř jednotný literární jazyk – střední horní němčinu. 

Tyto společenském změny přinesly do literatury větší zbožnost a ačkoli tato literatura byla původně ovlivněná rytířskou literaturou, její vliv postupně slábl a postupně převládly spíše náboženské vlivy. Zde se projevily především myšlenky mystiků a lidových kazatelů jako byli Johannes Tauler, Heinrich Seuse (latinsky Suso) či jejich učitel Mistr Eckhart.
Dalším dosti významným jevem bylo sbírání starých spisů, tyto byly různě uspořádávány a ve zkrácené formě shrnuty do knih. Toto se nejvíce projevilo na hrdinských eposech, kde došlo ke zkrácení, kterým se měnil jejich význam a postupně se vytrácel příběh, uspořádání hrdinských eposů se nazývalo hrdinské knížky. Legendy a ostatní literatura byly uspořádány podle tematických okruhů (Lišák Neidhart).
Rozvoj epiky přinesl mnoho zajímavých prvků, mezi nimiž velmi významné místo zaujala satira, kde didaktickou formou vznikla celá řada (nejen z hlediska německé literatury) významných děl. Zde se Heinrich Wittenweiler jako první v německé literatuře pokusil o komický epos – Prsten (Der Ring, pravděpodobně kolem roku 1410), tento autor žil na území dnešního Švýcarska, proto bývá někdy řazen i do švýcarské literatury.
Lyrická poezie měla daleko menší vliv, za nejvýznamnějšího představitele této doby je považován Oswald von Wolkenstein.
Koncem tohoto období začíná na významu nabývat i próza, ve většině případech se jednalo o prózu duchovní, ale existovaly i náznaky budoucího rozvoje světské prózy. Nejznámějším dílem se stal Oráč z Čech (Der Ackermann aus Böhmen), jehož pravděpodobným autorem je Johannes von Saaz (česky Jan ze Žatce).
V průběhu 14. století začalo vznikat německé drama, které vzniklo z náboženských her a postupně v podobě pašijových her a různých velikonočních a vánočních představení zlidovělo a začalo být v německém jazyce.
Zhruba ve stejné době se objevil nový druh dramatického výstupu tj. masopustní hry.

## Humanismus a reformace v německé literatuře (1490–1600)
Cílem humanistické tvorby bylo dostat se ze závislosti na náboženské tvorbě. Většina humanistických autorů psala novolatinsky, ale svá díla překládali i do němčiny, v této době bylo do němčiny přeloženo i mnoho klasických děl. Tyto překlady vedly k výrazné proměně němčiny. Pro tuto proměnu je charakteristické prudký rozvoj a určitá kultivace jazyka. Tematicky lze říci, že do literatury pronikly čistě lidové prvky, které byly kombinovány s antickými a italskými vzory (např. Albrecht von Eyb, Niklas von Wyle. Dalším prvkem, který v tuto dobu velmi ovlivnil literaturu byl vynález knihtisku.
Epická tvorba této doby není příliš významná, neboť se zpravidla jedná pouze přebásnění starých děl, či alespoň zpracování starých námětů – knížky lidového čtení (něm. Volksbücher), Enšpígl atp.
Rozvoj prózy byl jednak ovlivněn novými vědeckými poznatky, jednak náboženskými traktáty a filozofickými úvahami. Nejvýznamnější osobností byl v tomto směru náboženský reformátor Martin Luther, jehož překlad Bible ovlivnil německou prózu na dlouhou dobu. Dále se objevilo značné množství novel ovlivněných italskou literaturou.
Drama pokračovalo v rozvoji, který započal již v předešlém období, zpočátku se rozvíjelo pouze latinské drama, později především na universitách vznikala i německá školní dramata (Jakob Wimpfeling, Johann Reuchlin).
Měšťanstvo rozvíjelo tzv. meistersang, za jehož nejúspěšnějšího autora lze považovat Hanse Sachse.

## Od baroka k osvícenství (1600–1720)
Po roce 1600 do německého umění a tím i do literatury proniklo baroko, v této době došlo ke sjednocení německého jazyka, tím byla uzavřena jedna fáze rozvoje němčiny, jazyk už s pak nevyvíjí takovým tempem, ale spíše reaguje na nové potřeby. Nositelé kultury této doby byly především panovnické a šlechtické dvory, spisovatelé se pak rekrutovali především z řad učenců a měšťanstva. Literatura se tak stala dostala do situace, že se forma stávala důležitější obsahu.
Německou barokní literaturu politicky ovlivnila třicetiletá válka (1618–1648). V této válce došlo k rozdělení německé literatury protestantskou a katolickou.
V této době napsal Martin Opitz, podle antických a italských renesančních vzorů, první německou poetiku – Buch von der deutschen poeteri (Kniha o německém básnictví), která vyšla roku 1624 a obrovským způsobem poznamenala německou literaturu této doby. Dalšími významnými lyriky se stali např. Philipp von Zesen, Georg Rudolf Weckherlin, atd. Lyrika těchto autorů byla výrazně ovlivněna mystikou.
Epika této doby považovala za stěžejní obsáhlá díla, která byla ovlivněna francouzským, španělským a anglickým románem, romány tohoto typu psalo mnoho spisovatelů např. Anton Ulrich von Braunschweig. Jediný, kdo se v tomto oboru výrazně prosadil, byl Hans Jakob Christoffel von Grimmelshausen, jehož román Simplicius Simplicissimus (1669) dosáhl evropské úrovně.
V této době nastal, především v protestantské části, prudký rozvoj divadla (Andreas Gryphius, Christian Weise), latinské drama v německy mluvících oblastech ovlivnili především jezuité (Jakob Bidermann).

## Osvícenství (1720–1785)
Osvícenská literatura byla racionalisticky zaměřena, lze o ní tvrdit, že zde lze hledat základy novější německé literatury.

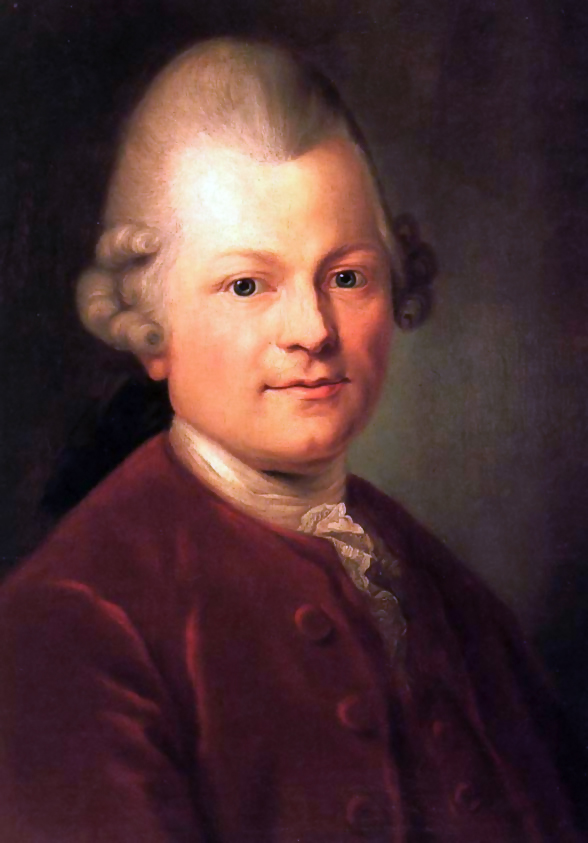
Gotthold Ephraim Lessing

Německá literatura tohoto období byla ovlivněna především francouzskou literaturou, vedlejší vliv lze připsat anglickému empirismu. V první polovině tohoto období se prosadila jednoduchost a přesnost, tyto zásady propagoval především literární kritik J. Ch. Gottsched, po roce 1750 vůči jeho názorům vznikla silná opozice (Johann Jakob Bodmer a Gotthold Ephraim Lessing, kteří prosazovali právo na fantazii a umělcovu svobodu.
V tomto období se rozvíjela především lyrika všech možných typů (přírodní, duchovní, ale i nacionální), nejvýznamnějšími lyriky této doby byli: Friedrich Gottlieb Klopstock a Nikolaus Ludwig von Zinzendorf. 

V této době se v německé literatuře prosadila zajímavá forma poezie, kterou byly filosofické didaktické básně, které dosáhly velké popularity (Christoph Martin Wieland).
Významným prvkem německé literatury této doby byl román, který v tomto období prošel relativně složitým vývojem. Do tohoto období lze německý román považovat za druh dobrodružného románu, v průběhu osvícenství se
vlivem anglického satirického románu a španělského pikareskního románu přetvořil v společenský resp. utopický román (Christoph Martin Wieland).
Německé drama bylo v této době pod výrazným francouzským vlivem, spíše koncem tohoto období se především díky G. E. Lessingovým názorům začal prosazovat i vliv anglického dramatu (především
William Shakespeare) čímž se otevřela cesta k samostatným myšlenkám německého dramatu.

## Sturm und Drang – preromantismus (1765–1785)
Prakticky paralelně s koncem osvícenství vznikla skupina Sturm und Drang jejíž cíle byly protichůdné s osvícenstvím. Jejich základním ideálem byl génius, který si určuje svoje pravidla, tématem pak byl rozpor mezi tímto jedincem a společností. Tyto myšlenky vycházely z filosofie J. Herdera. Nejznámějšími představiteli byli: Johann Wolfgang Goethe, Friedrich Schiller, Gottfried August Bürger, za nejsilnější část jejich tvorby lze považovat drama a román.

## Období klasiky (1729–1832)
V tomto období došlo ke spojení protikladných cílů osvícenství a skupiny Sturm und Drang, dalším ovlivněním německým idealismem a jistým návratem k ideálům antiky nastala v německé literatuře
relativně zajímavá situace, kdy byl důraz kladen na harmonii a to jak mezi jedincem a společností, tak mezi rozumem a citem. Největším uměleckým centrem se stal Výmar, někdy pro toto období bývá užíváno označení
výmarská klasika.
Do tohoto období patří větší část tvorby J. W. Goetha a F. Schillera, jejich vliv se projevil především v dramatech. Většina dramat této doby je psána v tzv. blankversu, hlavním tématem se stal vývoj osobnosti víceméně směrem k humanistickému ideálu či otázka viny a svobody.
Dalšími výraznými osobnostmi tohoto období byli: Johann Joachim Winckelmann, Wilhelm von Humboldt, Friedrich Hölderlin.

## Německý romantismus
Kolem roku 1800 nastal rozvoj romantismu. Romantismus není opakem klasicismu, ale jeho doplněním. Základní podstatou romantismu je touha po nekonečnosti a neomezenosti. Romantismus chce nastolit vládu fantazie, obdivuje vše, co je přírodní a pochází z lidu: lidové písně a zvyky. První období německého romantismu se nazývá (podle města, kde se tento směr v Německu poprvé objevil) jenská romantika (řidčeji i raná), pro tento směr byl stěžejní časopis Athenaeum. Tito první němečtí romantici byli orientováni filosoficky (Novalis, Friedrich Schlegel). Rozlišujeme romantismus raný, vrcholný a pozdní.
Pozdější, tzv. heidelberská romantika (resp. vrcholná romantika), se projevila zvýšeným zájmem o lidovou tvorbu, ze které mnoho jejích představitelů vycházelo: (bratři Grimmové, Joseph von Eichendorff, Adelbert von Chamisso).
Pozdní období německého romantismu (Spätromantik, Heidelberger Romantik) je velmi nejednotné, a to jak ve svých cílech, tak v prostředcích. Velká pozornost je věnována pohádkám (sbírky Brentana a Arnima, bratří Grimmů (Kinder- und Hausmärchen, 1812, se staly po Lutherově Bibli nejčastěji tištěnou německou knihou), umělé (i když částečně inspirované příběhy z Orientu pohádky W. Hauffa). Toto pozdní období bylo ovlivněno realismem a někdy i poměrně silným nacionalismem. Významnými představiteli tohoto směru byli Ernst Theodor Wilhelm Hoffmann

### romantický
- znamená jako v románu, vymyšlený, nereálný, životu vzdálený
- pro Goetha to znamenalo asi tolik jako „nemocný“
- August Wilhelm Schlegel tak označoval křesťanskou středověkou a novodobou literaturu
- pro Novalise znamenal romantismus „učení románu“
- dnes tak označujeme nadvládu pocitů, sentimentalitu, fantazii

### Znaky romantického básnictví
- romantismus touží po všestranné poezii, která má být současně vědou, poezií a náboženstvím
- jako symbol pro moc poezie platí „modrý květ“ (něco, čeho člověk nemůže dosáhnout) – „modrý květ“ použil Novalis ve svém díle „Jindřich z Ofterdingen“, které do češtiny bývá přeloženo i jako „Modrý květ“
- romantická ironie nemá žádnou přesnou definici – i její vynálezce F. Schlegel ji nijak nedefinoval. Básník, jako stvořitel díla, má právo zničit iluze, které sám vymyslel. Je stvořitel a rozhoduje proto o tom, co se stane.

## Literatura 19. století

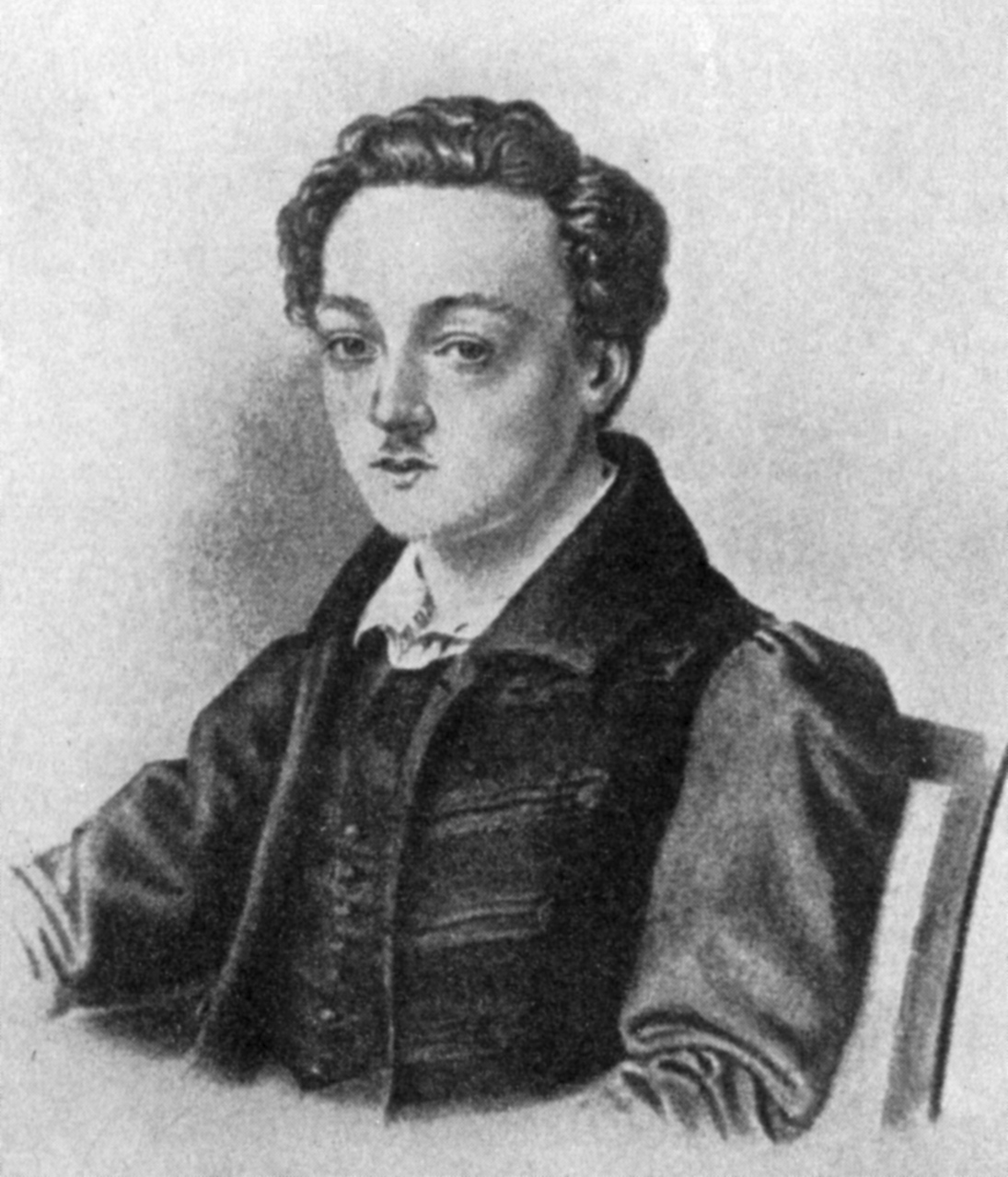
Georg Büchner

## Německá literatura mezi roky 1900 a 1945

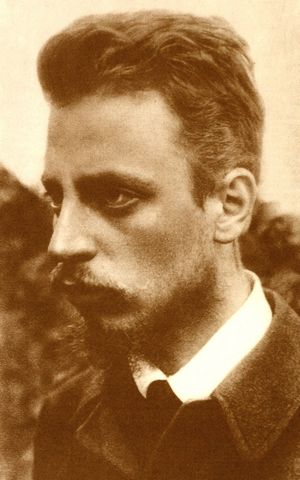
Rainer Maria Rilke

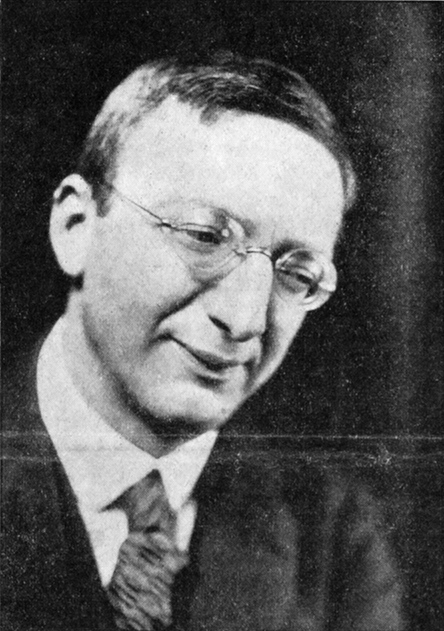
Alfred Döblin

### Literatura SRN

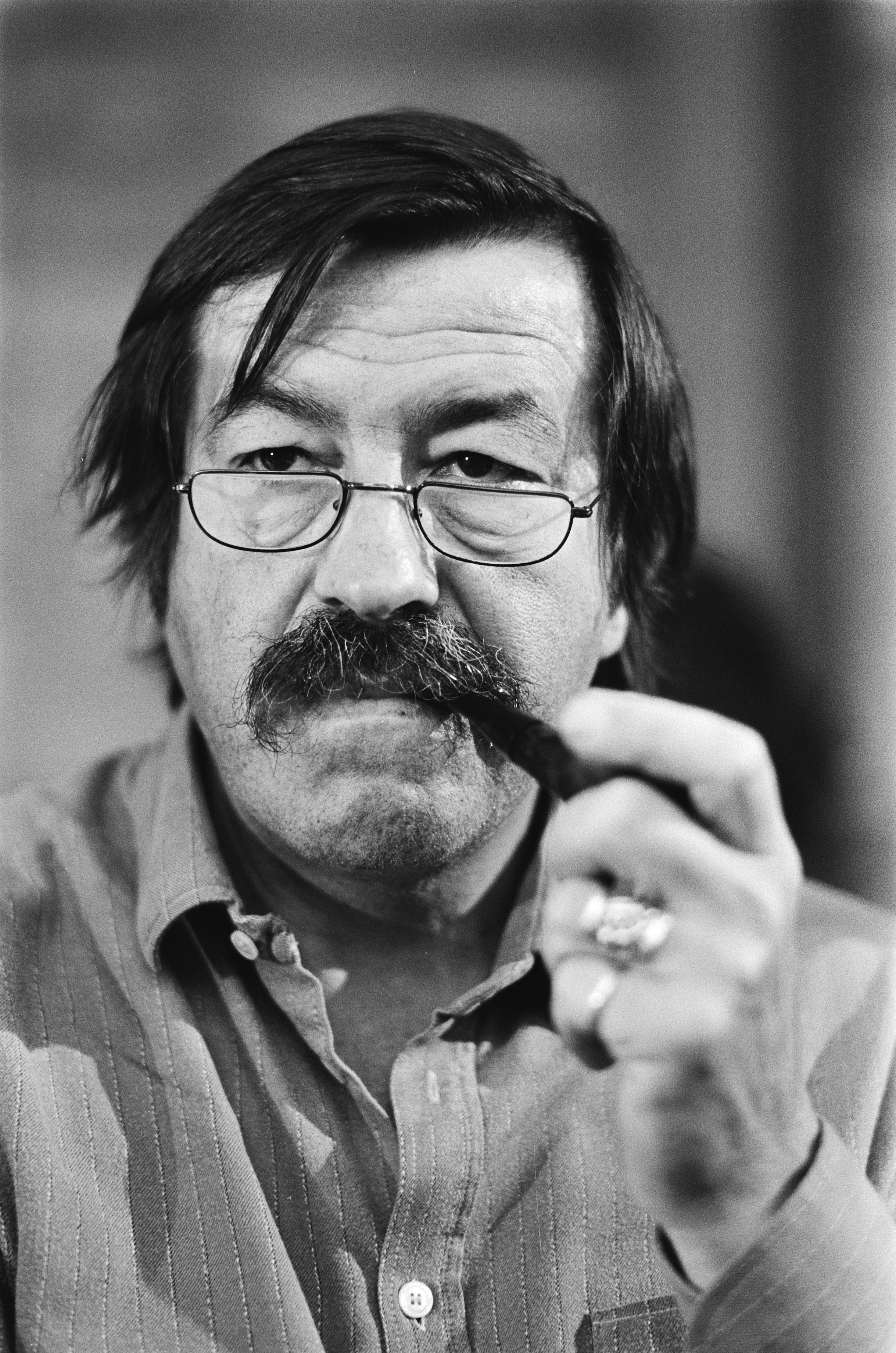
Pozdější nobelista Günter Grass roku 1982